# Втора конна бригада
Втора конна бригада е българска кавалерийска бригада формирана през 1904 година, взела участие в Балканската (1912 – 1913), Междусъюзническата (1913), Първата (1915 – 1918) и Втората световна война (1941 – 1945).

## Формиране
Втора конна бригада е формирана през 1904 година в Пловдив, съгласно Указ № 81 от 29 декември 1903, като в състава и влизат 3-ти и 4-ти конен полк.

## Балкански войни (1912 – 1913)
Преди избухването на Балканската война (1912 – 1913) бригадата квартирува в Пловдив, 3-ти конен полк също в Пловдив, 4-ти конен полк в Ямбол, 6-и конен полк в Харманли и 7-и конен полк в Русе.

### Командване
- Командир на бригадата – полковник Стоян Данаилов
- Началник на щаба на бригадата
- Командир на 3-ти конен полк – полковник Юрдан Велчев
- Командир на 4-ти конен полк – подполковник Павел Мачев
- Командир на 6-и конен полк – подполковник Иларион Танев
- Командир на 7-и конен полк – подполковник Стефан Николов

### Състав
Бойният и числен състав на бригадата по време на войната е следният:
| Щаб и полкове    | Боен състав | Боен състав | Боен състав | Хора    | Хора      | Хора                 | Коне (мулета) | Коне (мулета) | Коне (мулета) | Волове |
| Щаб и полкове    | дружини     | батареи     | ескадрони   | офицери | чиновници | подофицери и редници | яздитни       | впрегатни     | товарни       | Волове |
| ---------------- | ----------- | ----------- | ----------- | ------- | --------- | -------------------- | ------------- | ------------- | ------------- | ------ |
| Щаб на бригадата | –           | –           | –           | 2       | –         | 5                    | 5             | 2             | –             | –      |
| 3-ти конен полк  | –           | –           | 4           | 33      | 1         | 728                  | 514           | 72            | 32            | –      |
| 4-ти конен полк  | –           | –           | 4           | 27      | 1         | 761                  | 685           | 72            | 32            | –      |
| 6-и конен полк   | –           | –           | 3           | 30      | 1         | 490                  | 430           | 62            | 2             | –      |
| 7-и конен полк   | –           | –           | 3           | 18      | 1         | 495                  | 458           | 60            | 2             | –      |
| Всичко конница   | –           | –           | 14          | 100     | 4         | 2479                 | 2092          | 268           | 68            | –      |

## Първа световна война (1915 – 1918)
По време на Първата световна война (1915 – 1918) бригадата влиза в състава на Конната дивизия от 2-ра армия.
Командване и състав на бригадата към 1 октомври 1915 година:

### Командване и състав
- Командир на бригадата – полковник Генко Мархолев
- Началник на щаба на бригадата – ротмистър Петко Златев
- Командир на 4-ти конен полк – от Генералния щаб, полковник Йордан Наумов
- Командир на 5-и конен полк – полковник Иван Табаков

Към 1 октомври 1915 г. бригадата разполага със следния числен състав, добитък, обоз и въоръжение:
| Числен състав                       | Добитък  | Обоз                               | Въоръжение          |
| ----------------------------------- | -------- | ---------------------------------- | ------------------- |
| Офицери: 2 Подофицери и войници: 63 | Коне: 17 | Обикновени коли: 2 Товарни коли: 1 | Пушки и карабини: 6 |

## Втора световна война (1941 – 1945)
През Втора световна война (1941 – 1945) в състава на бригадата влизат 3-ти и 6-ри конен полк. Част е от 2-ри корпус.
През 1943 г. бригадата е мобилизирана и е изпратена в Кавала в състав на 2-ри корпус. През август 1943 г. в щаба на бригадата е разкрита войнишка конспиративна група, участниците на която са дадени под съд. Преди 9 септември 1944 се изнася в района на Петрич. Взема участие в първата фаза на войната срещу Германия, като на 15 септември 1944 настъпва към Струмица и Валандово. На 19 октомври влиза в състава на 4-та армия и е съсредоточена в района на Пехчево, Кочани към Свети Никола. На 26 октомври 1944 е придадена към 1-ва българска армия, преминава р. Пчиня и достига до село Винци, след което се отправя към Скопие. В първата фаза на войната бригадата дава 78 убити и 144 ранени.

### Командване и състав
- Командир на бригадата – полковник Делчо Стратиев, полковник Гроздан Грозданов
- Командир на 3-ти конен полк – подполковник Константин Даскалов
- Командир на 6-и конен полк – подполковник Борис Гайдаров

## Командири
Званията са към датата на заемане на длъжността.
| №  | звание    | име                 | дати                              |
| -- | --------- | ------------------- | --------------------------------- |
| 1. | Полковник | Михаил Стоилов      | 12 януари 1904 – 10 октомври 1909 |
| 2. | Полковник | Александър Танев    | 1909 – 1912                       |
| 3. | Полковник | Стоян Данаилов      | Балканска война                   |
| 4. | Полковник | Недялко Тодоров     | 2 септември 1913 – 1 януари 1915  |
|    | Полковник | Генко Мархолев      | 1 януари 1916 – 12 ноември 1916   |
|    | Полковник | Иван Табаков        | декември 1916 – 9 октомври 1917   |
|    | Полковник | Константин Митов    | 5 април 1918 – 27 октомври 1919   |
|    | Полковник | Константин Златанов | 1928 – 1933                       |
|    | Полковник | Николай Куюмджиев   | 1933 – юли 1934?                  |
|    | Полковник | Малчо Малчев        | 1934 – 1934                       |
|    | Полковник | Александър Несторов | 1934 – 1935                       |
|    | Полковник | Петър Тяновски      | 1935 – 1936                       |
|    | Полковник | Радослав Кирилов    | 1936 – 1939?                      |
|    | Полковник | Рую Руев            | 1936 – 1938?                      |
|    | Полковник | Панайот Лопушнов    | 1940 – 1940                       |
|    | Полковник | Петър Цанев         | от декември 1941 – 14 март 1943?  |
|    | Полковник | Михаил Минчов       | 1943 – 1944                       |
|    | Полковник | Делчо Стратиев      | 1944 – 14 септември 1944          |
|    | Полковник | Гроздан Грозданов   | от 14 септември 1944              |